# Вина (Књажевац)
Вина је насеље у Србији у општини Књажевац у Зајечарском округу. Према попису из 2022. било је 181 становника (према попису из 1991. било је 575 становника).

## Демографија
У насељу Вина живи 159 пунолетних становника, а просечна старост становништва износи 54,3 година (51,1 код мушкараца и 57,8 код жена). У насељу има 88 домаћинстава, а просечан број чланова по домаћинству је 2,06.
Ово насеље је великим делом насељено Србима (према попису из 2002. године), а у последња три пописа, примећен је пад у броју становника.
|  |

| Демографија | Демографија | Демографија |
| Година      | Становника  | Становника  |
| ----------- | ----------- | ----------- |
| 1948.       | 753         |             |
| 1953.       | 1.057       |             |
| 1961.       | 1.037       |             |
| 1971.       | 866         |             |
| 1981.       | 745         |             |
| 1991.       | 575         | 562         |
| 2002.       | 424         | 438         |
| 2011.       | 248         |             |
| 2022.       | 181         |             |

| Етнички састав према попису из 2002.‍ | Етнички састав према попису из 2002.‍ | Етнички састав према попису из 2002.‍ | Етнички састав према попису из 2002.‍ | Етнички састав према попису из 2002.‍ |
| ------------------------------------ | ------------------------------------ | ------------------------------------ | ------------------------------------ | ------------------------------------ |
|                                      |                                      |                                      |                                      |                                      |
| Срби                                 | Срби                                 |                                      | 400                                  | 94,33%                               |
| Роми                                 | Роми                                 |                                      | 7                                    | 1,65%                                |
| Македонци                            | Македонци                            |                                      | 6                                    | 1,41%                                |
| Албанци                              | Албанци                              |                                      | 4                                    | 0,94%                                |
| Словенци                             | Словенци                             |                                      | 3                                    | 0,70%                                |
| Хрвати                               | Хрвати                               |                                      | 1                                    | 0,23%                                |
| Муслимани                            | Муслимани                            |                                      | 1                                    | 0,23%                                |
| непознато                            | непознато                            |                                      | 2                                    | 0,47%                                |

| Година пописа     | 1948. | 1953. | 1961. | 1971. | 1981. | 1991. | 2002. |
| ----------------- | ----- | ----- | ----- | ----- | ----- | ----- | ----- |
| Број домаћинстава | 223   | 321   | 310   | 227   | 204   | 171   | 158   |

| Број чланова      | 1  | 2  | 3  | 4  | 5  | 6  | 7 | 8 | 9 | 10 и више | Просек |
| ----------------- | -- | -- | -- | -- | -- | -- | - | - | - | --------- | ------ |
| Број домаћинстава | 43 | 44 | 30 | 16 | 13 | 11 | 0 | 1 | 0 | 0         | 2,68   |

| Пол    | Укупно | Неожењен/Неудата | Ожењен/Удата | Удовац/Удовица | Разведен/Разведена | Непознато |
| ------ | ------ | ---------------- | ------------ | -------------- | ------------------ | --------- |
| Мушки  | 186    | 43               | 117          | 19             | 7                  | 0         |
| Женски | 198    | 27               | 119          | 44             | 8                  | 0         |
| УКУПНО | 384    | 70               | 236          | 63             | 15                 | 0         |

| Пол    | Укупно                    | Пољопривреда, лов и шумарство | Рибарство                            | Вађење руде и камена | Прерађивачка индустрија       |
| ------ | ------------------------- | ----------------------------- | ------------------------------------ | -------------------- | ----------------------------- |
| Мушки  | 58                        | 11                            | 0                                    | 15                   | 19                            |
| Женски | 55                        | 11                            | 0                                    | 1                    | 33                            |
| УКУПНО | 113                       | 22                            | 0                                    | 16                   | 52                            |
| Пол    | Производња и снабдевање   | Грађевинарство                | Трговина                             | Хотели и ресторани   | Саобраћај, складиштење и везе |
| Мушки  | 0                         | 2                             | 1                                    | 0                    | 2                             |
| Женски | 0                         | 0                             | 1                                    | 0                    | 0                             |
| УКУПНО | 0                         | 2                             | 2                                    | 0                    | 2                             |
| Пол    | Финансијско посредовање   | Некретнине                    | Државна управа и одбрана             | Образовање           | Здравствени и социјални рад   |
| Мушки  | 1                         | 0                             | 1                                    | 0                    | 1                             |
| Женски | 0                         | 1                             | 2                                    | 4                    | 1                             |
| УКУПНО | 1                         | 1                             | 3                                    | 4                    | 2                             |
| Пол    | Остале услужне активности | Приватна домаћинства          | Екстериторијалне организације и тела | Непознато            | Непознато                     |
| Мушки  | 1                         | 0                             | 0                                    | 4                    | 4                             |
| Женски | 1                         | 0                             | 0                                    | 0                    | 0                             |
| УКУПНО | 2                         | 0                             | 0                                    | 4                    | 4                             |